# Джишкариани, Михаил Дмитриевич
Михаи́л Дми́триевич Джишкариа́ни (груз. მიხეილ დიმიტრის ძე ჯიშქარიანი; 1 ноября 1969, Сухуми, Грузинская ССР, СССР) — грузинский футболист, нападающий. Выступал в национальной сборной Грузии.

## Карьера

### Клубная
Начал играть в гагрской ДЮСШ у Гоги Иашвили (1980). Выступал за «Динамо» из Гагры.
В 17 лет, в 1988 году, дебютировал за «Динамо» из Тбилиси в Высшей лиге чемпионата СССР в игре против донецкого «Шахтёра». Сыграв ещё пару игр, получил травму и выпал из состава тбилисцев. В 1989 провел 1 игру за «Динамо» из Батуми в 1-й лиге.
Когда грузинские команды вышли из чемпионата СССР, вернулся в родной город Сухуми, где понемногу восстановился и стал ведущим игроком клуба «Цхуми». Вместе с командой в сезоне 1991/92 стал серебряным призёром чемпионата. Также в том сезоне с 35 голами стал вторым бомбардиром чемпионата Грузии. Два года подряд (1992, 1993) признавался лучшим футболистом Грузии.
Из-за начавшейся войны в Абхазии вынужден был покинуть Грузию. В сезоне 1993/94 играл в 4-м германском дивизионе за «Ворматию» из Вормса (городок близ Франкфурта). В ряде игр проявил себя, был приглашён в дортмундскую «Боруссию», но президенты клубов не сошлись в цене и Джишкариани покинул Германию.
В 1994 году, по приглашению Михаила Фоменко, переехал на Украину, где играл за «Динамо» из Киева и «ЦСКА-Борисфен». В составе динамовцев провёл две игры в Лиге чемпионов против «ПСЖ».
В 1996 году был приглашён в «КАМАЗ-Чаллы», играл в Кубке Интертото. В период выступлений за челнинский клуб был любимцем Валерия Четверика. В июле 1997 был выставлен на трансфер по причине снижения спортивных показателей (за полсезона в 17 играх забил 1 гол), однако вскоре был реабилитирован и продолжал выступать за команду ещё почти год.
В начале 1998 пытался уйти из «КАМАЗа», но высокая трансферная стоимость не позволила перейти ни в «Черноморец» из Новороссийска, ни в «Сокол» из Саратова. Тем не менее, уже в летнее межсезонье переехал в Саратов, но сыграть в 1998 не удалось — вынужден был залечивать травму колена.
В сезоне 1999 года стал 2-м по результативности в 1-м дивизионе (20 мячей).
В мае 2000 покинул «Сокол». Самостоятельно тренировался в Тбилиси. Провёл один официальный матч — сыграл за тбилисский «Локомотив» в финале Кубка Грузии. По приглашению Бориса Игнатьева перешёл в «Торпедо-ЗИЛ», где в 2000 году провёл 9 игр и забил 2 гола. Сезон завершить не сумел из-за травмы колена, которая привела к удалению мениска.
В последние сезоны проявлял себя как недисциплинированный игрок — несколько раз был удалён с поля за драки.
В 2002 провёл 9 игр за «Краснознаменск», а в 2003 — 4 игры за «Нефтяник» из Уфы.
По состоянию на февраль 2018 года – советник президента ФК «Динамо» (Тбилиси).

## Характеристика
Был забивным форвардом. Является рекордсменом Грузии по числу голов в одном матче на клубном уровне (7 мячей).